# Стиванелло, Риккардо
Риккардо Стиванелло (итал. Riccardo Stivanello; родился 24 апреля 2004 года в Доло, Италия) — итальянский футболист, центральный защитник «Болоньи», выступающий на правах аренды за клуб «Торрес».

## Клубная карьера
В возрасте 12 лет Риккардо попал в академию клуба «Читтаделла», откуда в 2018 году ушёл в молодёжную команду «Болоньи». 11 мая 2021 года он подписал первый профессиональный контракт с «Болоньей». Стиванелло дебютировал за «Болонью» в матче последнего тура Серии А сезона 2021/2022 против «Дженоа».
16 июня 2022 года Риккардо продлил контракт с «Болоньей» до 30 июня 2025 года.

## Карьера в сборной
Выступал за сборные Италии до 18 и до 19 лет.